# Gereformeerde kerk (Dinteloord)
De Gereformeerde Kerk aan de Steenbergseweg in het dorp Dinteloord (gemeente Steenbergen) in de Nederlandse provincie Noord-Brabant is een gereformeerde kerk uit 1950. Mogelijk heeft de kerk ook de naam Sjaloomkerk gedragen.
De bakstenen zaalkerk werd ontworpen door Egbert Reitsma en zijn zoon Lammert Hans Reitsma. 
De kerk heeft een lage vierkante ingangstoren met een platte bovenkant afgezet door een betonnen balustrade. Op de toren staat een uivormige spits. De kerk heeft 350 zitplaatsen. 